# Lophoptera litigiosa
Lophoptera litigiosa är en fjärilsart som beskrevs av Jean Baptiste Boisduval 1833. Lophoptera litigiosa ingår i släktet Lophoptera och familjen nattflyn. Inga underarter finns listade i Catalogue of Life.